# Reimersia inconspicua
Reimersia inconspicua är en bladmossart som beskrevs av Chen Pan-chieh 1941. Reimersia inconspicua ingår i släktet Reimersia och familjen Pottiaceae. Inga underarter finns listade i Catalogue of Life.